# Musée du textile (Jakarta)
Le Musée du textile (indonésien : Museum Tekstil) de Jakarta en Indonésie abrite une collection de textiles de différentes parties de l'archipel.

## Histoire
La bâtisse du musée a été construite au début du XIXe siècle. À l'origine, c'était la demeure d'un Français. Cette construction fut ensuite vendue à un Arabe du nom d'Abdul Aziz Al Mussawi al Musa Khadim, consul de l'Empire ottoman à ce qui s'appelait alors Batavia. En 1942, elle fut de nouveau cédée à un Néerlandais du nom de Karel Cristian Cruq.
Pendant la Revolusi, le bâtiment était le siège du Barisan Keamanan Rakyat (« Front pour la sécurité du peuple »). En 1947 son propriétaire, Lie Sion Phin, un Chinois, le loue au ministère indonésien des Affaires sociales, qui le transforme en institution pour personnes âgées. Plus tard, il est transféré au gouvernement de Jakarta. Le 28 juin 1976, le Musée du textile est inauguré,.

## Collections
Le Musée du textile expose différents types de tissus traditionnels indonésiens tels que des batik javanais, des ulos batak et des ikat. On y expose également des métiers à tisser traditionnels et du matériel pour la production de textile